# إدغار سوسا (ملاكم)
إدغار سوسا (بالإسبانية: Edgar Sosa)‏ مواليد 23 أغسطس 1979 في مدينة مكسيكو، هو ملاكم مكسيكي يصنف ضمن فئة وزن الذبابة. حقق بطولة المجلس العالمي للملاكمة.

## إحصائيات
خاض خلال مسيرته 61 نزالا، فاز في 52 ولم يتعادل وخسر في 9. فاز بالضربة القاضية في 30 نزالا.

## وصلات خارجية
- إدغار سوسا على موقع بوكس ريك (الإنجليزية) (registration required)
- الموقع الرسمي